# Gene Taylor (klavírista)
Gene Taylor (2. července 1952, Norwalk, Kalifornie, USA – 20. února 2021 Austin) byl americký rockový, bluesový a boogie-woogie pianista. Ve svých osmi letech začal hrát na bicí, avšak o dva roky později přešel ke kytaře a rovněž začal hrát na klavír. V polovině sedmdesátých let se stal členem skupiny Jamese Harmana. V letech 1974 až 1976 vystupoval se skupinou Canned Heat. V letech 1993 až 2007 byl členem skupiny The Fabulous Thunderbirds. Během své kariéry spolupracoval s mnoha dalšími hudebníky, mezi něž patří například Doug Sahm, Junior Watson, Charlie Musselwhite a Amos Garrett.

## Diskografie (od roku 1981)
- 2010: Let Me Ride In Your Automobile (with CC Jerome's Jetsetters)[2][3]
- 2009: Introducing... (with CC Jerome's Jetsetters)[4]
- 2008: 605 Boogie! (Gene Taylor Blues Band featuring Dave Alvin) (live)
- 2007: James Harman's Bamboo Porch (with James Harman)
- 2007: Hell Can Wait (with Carlos Guitaros)
- 2007: Boogie Blend Blues (with Fried Bourbon)
- 2005: Painted On (with The Fabulous Thunderbirds)
- 2005: Live (with The Fabulous Thunderbirds)
- 2004: Come On In (with The Downchild Blues Band), winner at the 2005 Maple Blues Awards
- 2003: Lonesome Moon Trance (with James Harman)
- 2003: Going Home (live, with The Blasters)
- 2003: Gene Taylor (solo)
- 2002: Trouble Bound (live, with The Blasters)
- 2002: Testament (with The Blasters)
- 2002: Bogart's Bounce (with JW-Jones)
- 2002: If I Had A Genie (with Junior Watson), Gene plays on all but 4 tracks[5]
- 2000: Mo Na'kins, Please! (with James Harman)
- 1999: Kid Ramos (with Kid Ramos)
- 1998: Takin' Chances (with James Harman)
- 1996: Icepick's Story (with James Harman)
- 1995: That's Life (with Kim Wilson)
- 1995: Roll Of The Dice (with The Fabulous Thunderbirds)
- 1995: In My Time (with Charlie Musselwhite)
- 1995: Black & White (with James Harman)
- 1994: Tiger Man (with Kim Wilson)
- 1994: Cards On The Table (with James Harman)
- 1993: Two Sides To Every Story (with James Harman)
- 1992: King-King (live, with The Red Devils)
- 1992: Bluesology (Pyramid Records compilation)
- 1991: Do Not Disturb (with James Harman)
- 1990: Live In Japan (as The Amos Garrett, Doug Sahm, Gene Taylor Band)
- 1990: Collection (with The Blasters)
- 1989: Gone Fishing (with The Downchild Blues Band)
- 1988: Extra Napkins (with James Harman)
- 1987: Those Dangerous Gentlemen (with James Harman)
- 1987: The Return Of The Formerly Brothers (The Amos Garrett, Doug Sahm, Gene Taylor Band)
- 1987: Pigus-Drunkus-Maximus (with Jimmy & the Rhythm Pigs)
- 1987: Nobody But You (with John Hammond)
- 1987: It's Been So Long (with The Downchild Blues Band)
- 1986: Handmade (solo)
- 1985: Hard Line (with The Blasters)
- 1983: Thank You Baby (with James Harman)
- 1983: Non-Fiction (with The Blasters)
- 1982: Over There (live, with The Blasters)
- 1981: This Band Just Won't Behave (with James Harman)
- 1981: The Blasters (with The Blasters)